# 韶山4型電力機車
韶山4型电力机车（SS4），是中国铁路使用的一种电力机车，由株洲电力机车厂设计制造。韶山4型是6400千瓦八轴货运电力机车，也是中国铁路第三代（无级调压、交—直流电传动）电力机车的首型机车。

## 发展历史

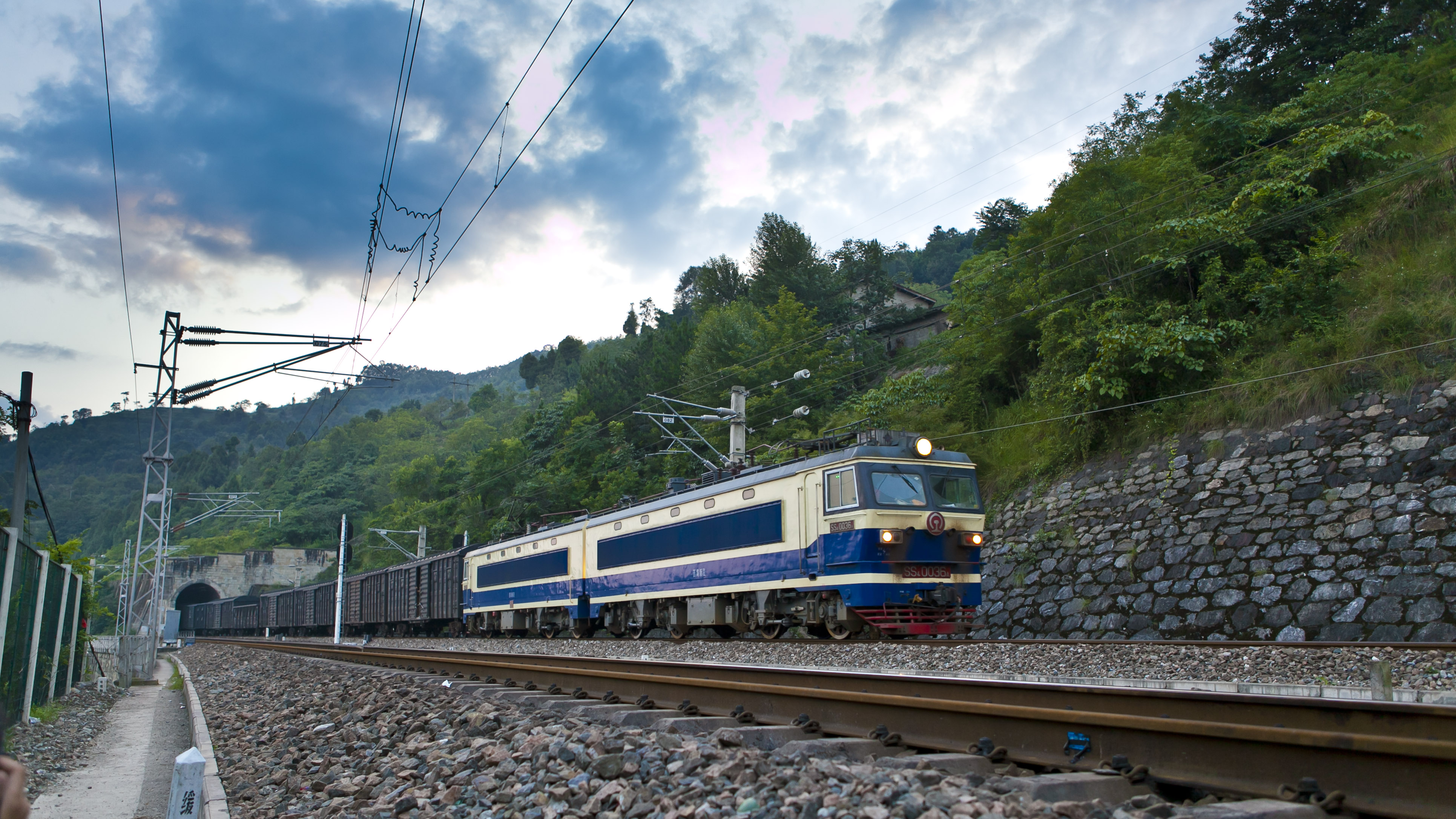
韶山4型0036号机车运行在宝成铁路上

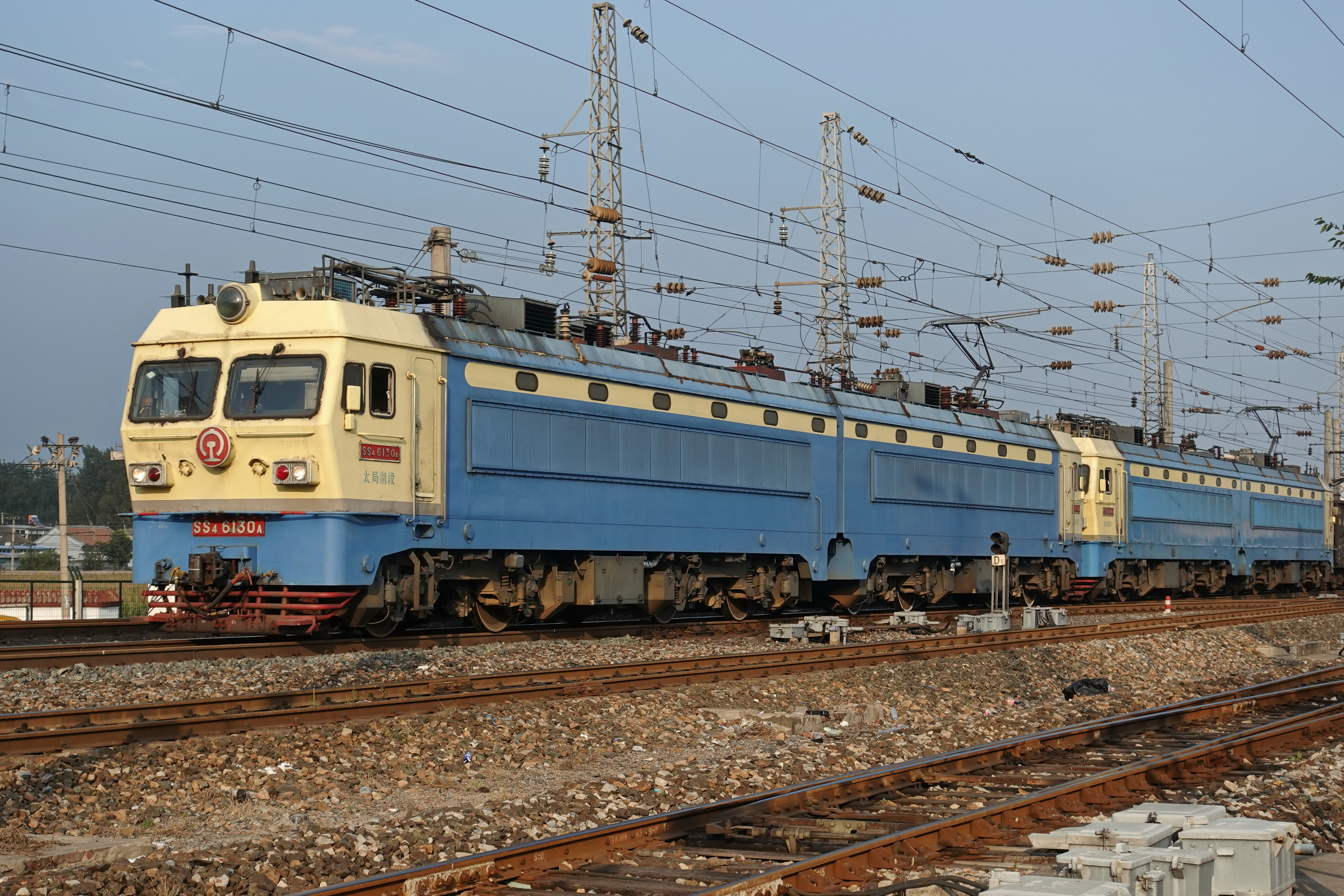
韶山4改型电力机车重联运行驶离大秦铁路茶坞车站

### 背景
韶山4型电力机车的研制始于1980年代初。中国实行改革开放政策之后，铁路运输负荷十分沉重，在一些主要干线上由于列车牵引吨数和货车轴重受到多年来形成的设备方面的限制，运输能力严重不足。从1980年代初开始，中国正式开始铁路重载运输的研究和实践。1983年2月11日，国家经贸委下达了中国铁路重点科技攻关项目——“铁路重载列车成套技术的研究”，并相继列入“六五”期间的国家重大攻关及国家重大装备项目。1983年5月14日，中华人民共和国铁道部发布了中国铁路第一部《铁路主要技术政策》，提出“逐步提高列车重量”的目标。

### 研制
1981年，铁道部下达《韶山4型电力机车设计任务书》，由铁道部株洲电力机车工厂及株洲电力机车研究所承担研制工作，并于1983年被列入“铁路重载列车成套技术的研究”中分项之一，同年5月铁道部在株洲电力机车厂召开了韶山4型电力机车设计审查会议，通过了机车的设计方案。1985年9月第一台韶山4型电力机车（SS4-0001）落成，是当时中国国内功率最大的货运电力机车。首台机车在株洲电力机车工厂试验线进行了初步调整后，于1986年初赴北京，在铁道科学研究院环形铁道试验基地进行全面试验考核，其中包括机车称重、牵引试验、动力学试验等项目，试验中发现的故障和问题为同年年底生产的第二、第三台机车的改进设计提供了依据。1987年初，铁道部组织了对韶山4型电力机车的鉴定试验，韶山4型0001号机车在北京铁路局管内京包铁路投入10万公里运用考核，担当大同至张家口的电气化区段货运任务；0002、0003号机车则进行了整机鉴定试验及十大主要部件的型式试验考核。1988年6月15日，韶山4型电力机车通过了国家级产品鉴定，鉴定会议认为，韶山4型机车性能指标达到了1980年代初期国际上直流相控电力机车先进水平。
完成技术鉴定后，韶山4型机车于1989年开始投入批量生产，并于同年获国家科技进步一等奖。韶山4型采用经济四段半控桥晶闸管相控平滑调压，具有两级电阻制动和恒速、恒励磁控制，使用800千瓦直流牵引电动机、双轴转向架、水平牵引拉杆等技术。但由于从研制到大批量生产的过程时间较短，初期生产的机车存在较多质量问题。经过调整生产工艺后，自1990年代生产的韶山4型机车质量大为提高。

### 改进
在研制韶山4型的过程中，中国也于1980年代中期分别从欧洲、日本、苏联购买了8K、6K、8G型电力机车，均为当时世界上技术最先进的直流相控电力机车系列。在购买8K、6K型机车的同时，中国同时引进了相关技术，应用于后来研制的一系列国产电力机车。
1991年，株机厂通过模仿8K型、6K型机车的微机控制系统，为韶山4型0038号机车进行了实验性加装微机控制的技术改造，成为中国铁路第一台采用微机控制的国产电力机车。这台机车于1992年初在宝成铁路投入运行，虽然微机系统的用户界面、抗干扰能力仍有不足之处，但控制性能已达到设计要求，其研制和使用经验后来成为了韶山8型电力机车微机控制系统的基础和改进方向。
1993年，株洲电力机车厂、株洲电力机车研究所针对早期韶山4型电力机车的主要问题，从韶山4型0159号机车开始进行重大改进，研制了韶山4改进型机车（SS4G），同年开始批量生产，但规范的机车型号仍统一为韶山4型电力机车。韶山4改型吸收了8K、6K型机车的电气技术，其质量、可靠性比韶山4型有较大提高，机车改为采用不等分三段桥相控调压，机车控制为恒流恒速特性控制，采用中央低位斜杆牵引装置，增加功率补偿、加馈电阻制动等。
1997年，株机厂根据《铁道部SS4型电力机车合同书》的技术规范要求，从韶山4型0480号机车开始进行另一次改进。主要改进为更换新型号的主断路器、交流接触器、速度传感器等，并按照铁道部的指示，在每节机车安装一套完整的安全设备，由地面感应器、数字化通用式机车信号机、信号配线盒、机车信号显示器、监控记录装置（LKJ）和监控显示器等部件组成。两套设备完全独立，机车正常运用时仅需要使用其中一套。
2004年，由株机所和大连机车车辆厂共同研制了韶山4改型网络重联货运机车。韶山4改型网络重联机车是继韶山3B型电力机车之后另一次以网络技术改造传统机车。原来的韶山4改型机车的重联采用硬连线方式，控制系统为模拟控制。网络重联机车采用微机控制系统，除内重联外还实现了机车的外重联，即通过网络将2台韶山4型机车重联，组合成16轴重载货运重联机车车组。两台机车车内所有的智能设备，如智能显示器、微机控制装置、机车逻辑控制单元（LCU）、机车综合信息处理装置、中央控制单元（CCU）、列车运行监控装置等均可以通过车辆总线连接。韶山4改型网络重联货运机车在同年年底于大秦铁路投入运用。2004年12月12日，大秦铁路首次进行2万吨重载组合列车试验取得成功，重载试验货运列车由4台韶山4型机车牵引4组5000吨列车组成。
根据铁道部统一安排，株洲厂向国内其他机车厂转让了韶山4改型图纸和生产技术。株洲电力机车厂在1993年至2006年共生产韶山4（改）型机车946台（SS4-0159～1104）；大同机车厂在1994年至2006年生产了168台（SS4-6001～6168）；资阳机车厂于2001年试制了2台（SS4-3001～3002）；大连机车车辆厂在2001年至2006年生产了233台（SS4-7001～7110、SS4-7121～7243）。截至2006年，四家工厂累计生产了1347台韶山4改型电力机车。
此外，早期生产的首批158台韶山4型电力机车于返厂大修时均陆续将内部电路系统改为韶山4改型的不等分三段顺控半控桥式电路，但转向架仍然保留采用水平牵引拉杆。

### 衍生型
1995年，株洲电力机车厂、株洲电力机车研究所在韶山4改型机车的基础上，研制成功韶山4B型电力机车。韶山4B型机车消化吸收了8K、6K型机车的先进技术，并采用与韶山6B型电力机车相同的牵引电动机、悬挂系统、微机控制等。1997年，株洲厂、株机所又研制了韶山4C型电力机车，为25吨轴重实验性电力机车。

## 技术特性

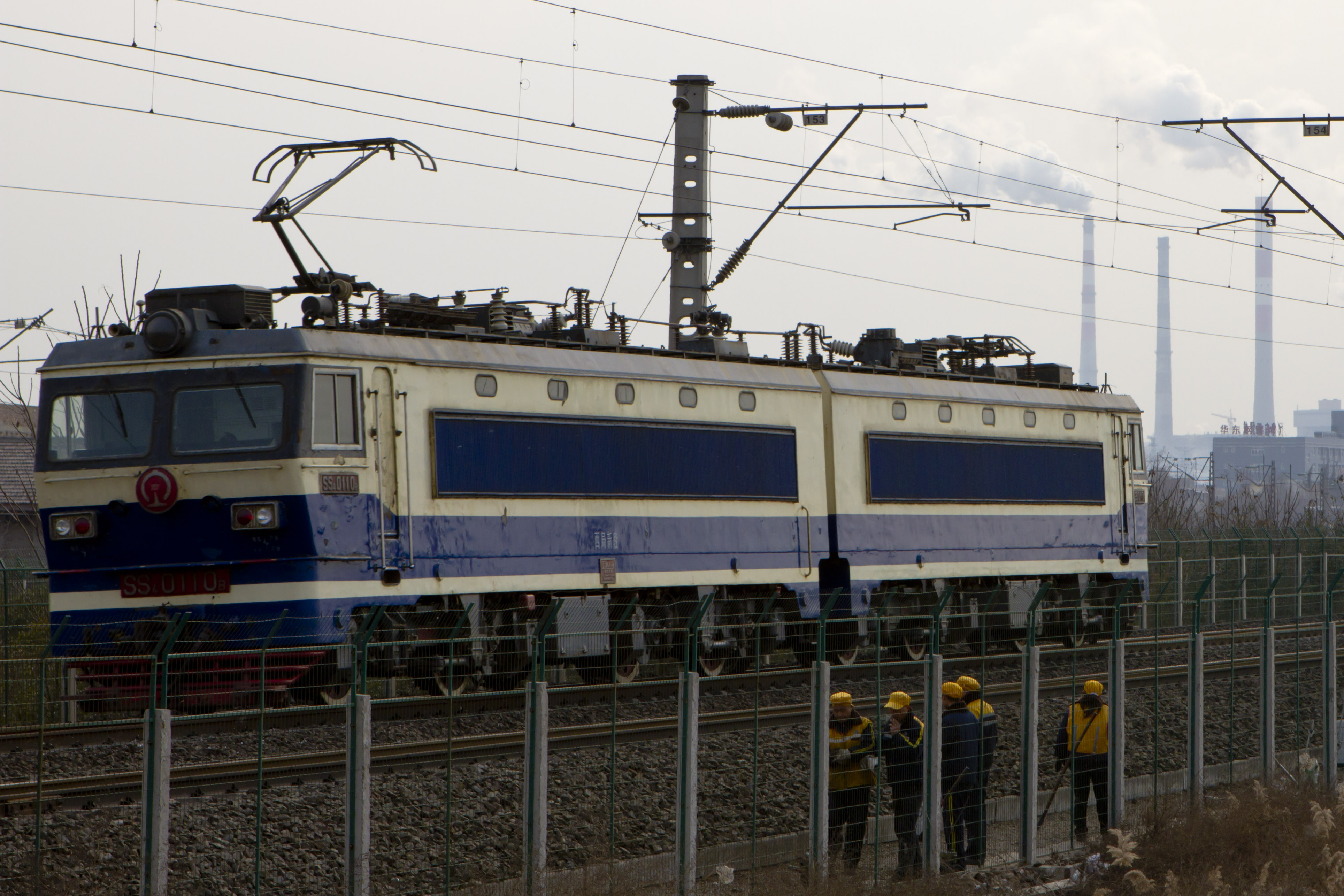
韶山4型0110号机车

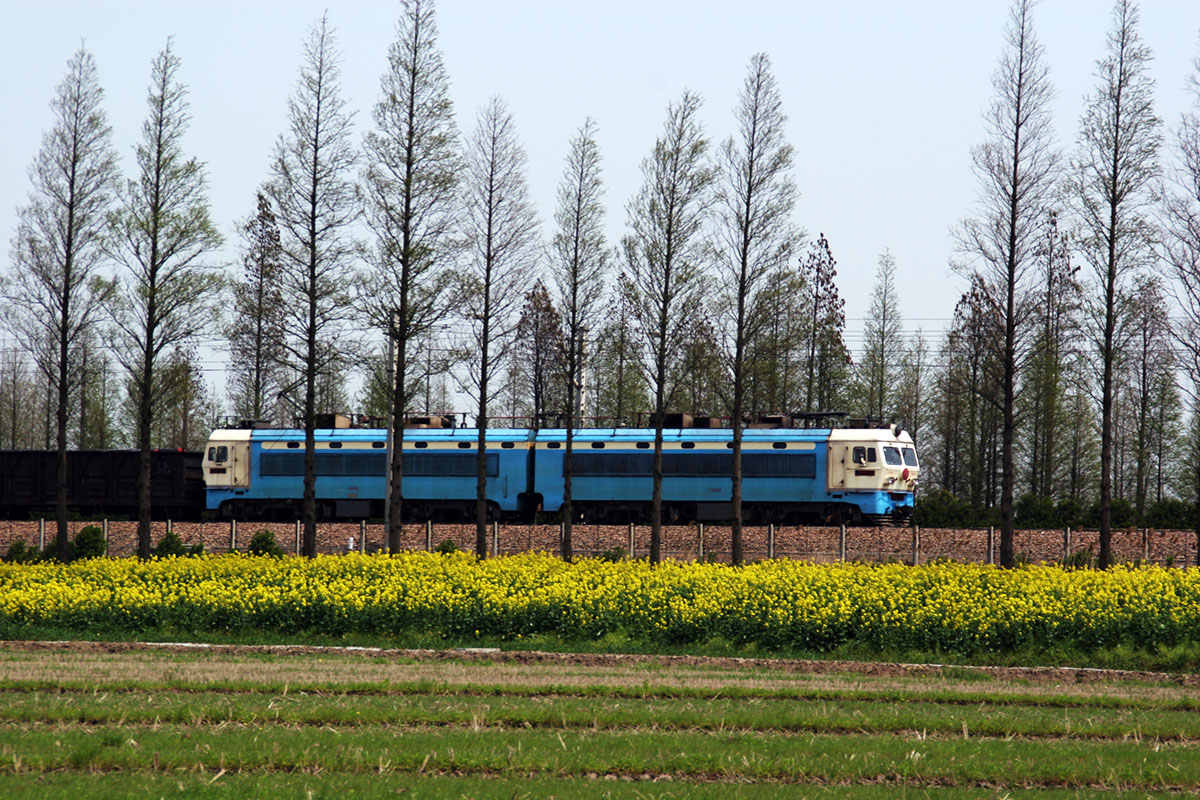
韶山4改型电力机车

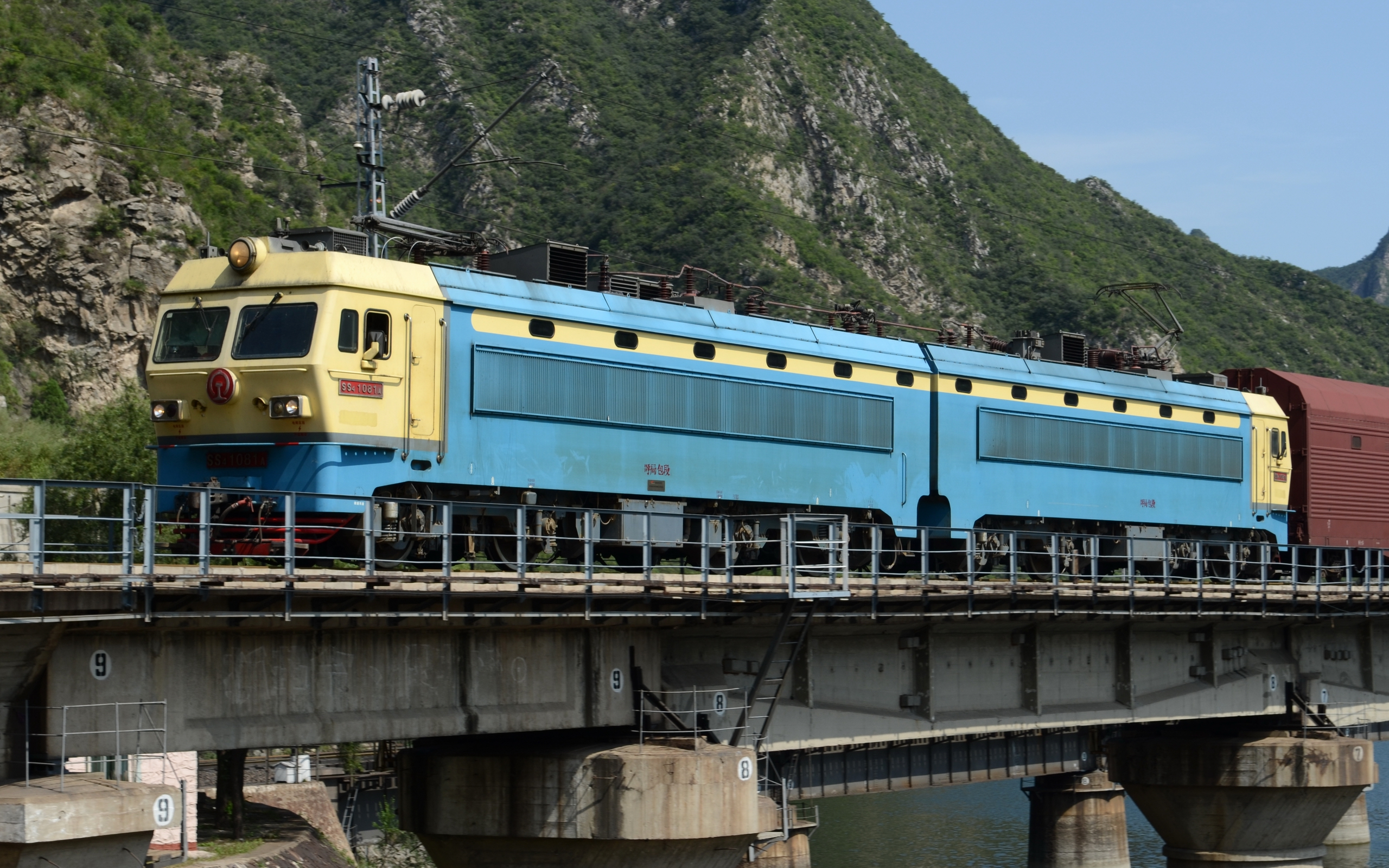
韶山4改型1081号机车

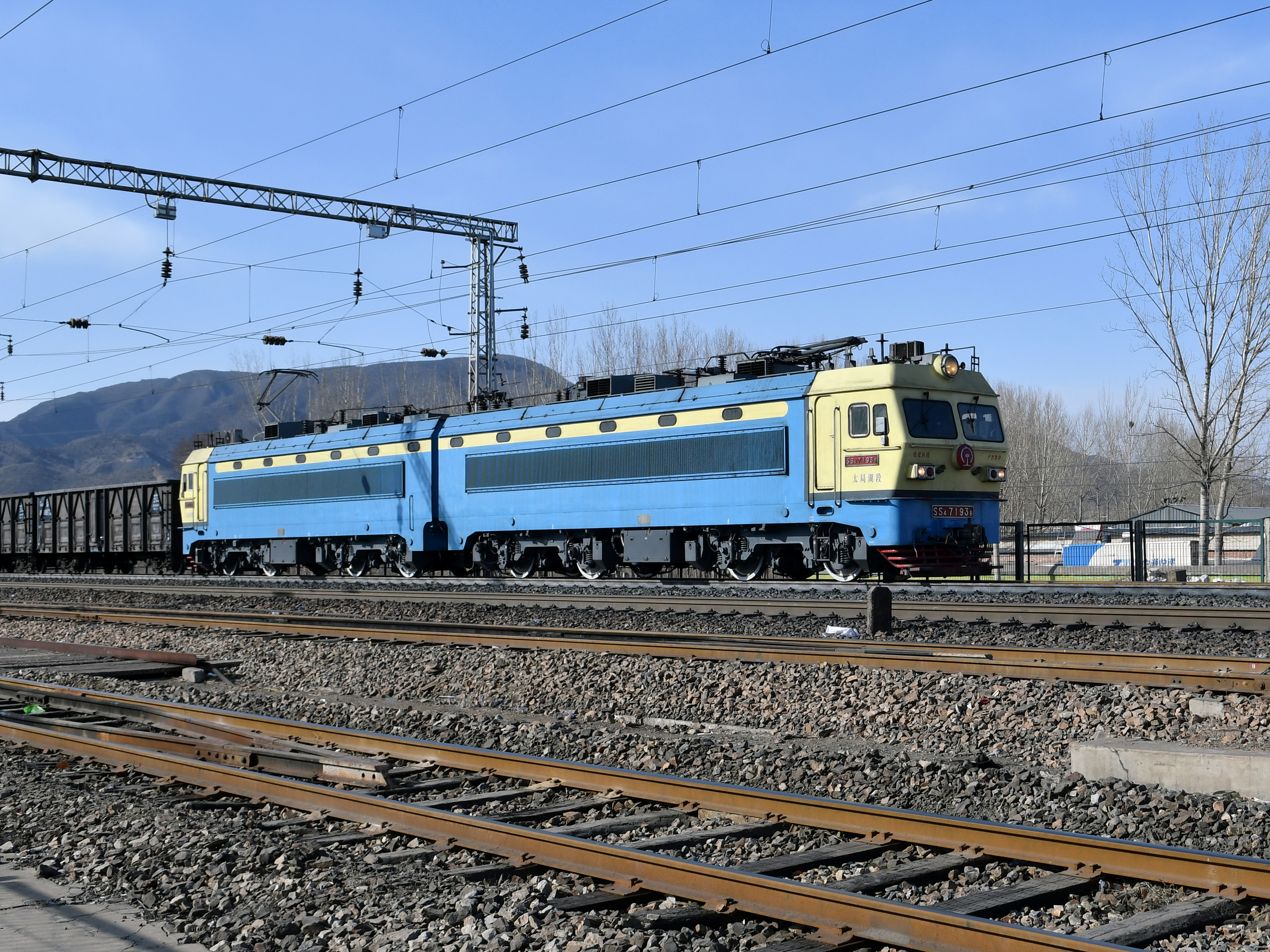
韶山4改型7193号电力机车在大秦铁路牵引运煤组合列车

韶山4型电力机车是双机重联的8轴大功率干线货运用电力机车，由两节完全相同的四轴机车通过中间车钩和橡胶联挂风挡连接而成，之间设有内部电气重联控制电缆和空气制动系统的重联控制风管，车顶并设有25kV高压连接线，可由司机在任何一端司机室对机车进行控制，两节机车也可以分离作为两台四轴机车独立运行。机车持续功率6400千瓦，轴式为2×（Bo-Bo），机车两端并设有重联装置，可以与另外一台八轴电力机车连接，进行重联运行，以提高总牵引力进行长大列车重载牵引。机车的主传动系统采用交—直流电传动方式，使用串励式直流牵引电动机。初期型主电路采用四段半控桥式；后期的韶山4改型采用不等分三段半控桥式。

### 总体布置
韶山4型电力机车的布置继承了韶山系列电力机车的传统特点，采用双侧纵向内走廊、斜对称布置；机车车体中部设变压器室。每节机车司机室之后车顶装一台单臂受电弓、中部变压器室车顶装一台主断路器。机车并采用了一些新型技术和设备，如司机室采用双针电表、发光二极管故障显示屏，主电路、辅助电路、控制电路分束隔开布线。韶山4改型机车又进一步采用电气线路预布线和制动管路预布置新工艺以提高组装功效。

### 车体
机车车体为整体承载式结构，采用低合金高强度钢板全焊接结构。两节车体用车钩连接，并设有防脱钩安全装置，车钩上方为连接风挡和通道。前窗为导电膜电热玻璃；两侧活动窗采用轻合金成型拉窗。为减轻重量，机车车体除承载结构普遍采用高强度低合金外，非承载结构使用了铝合金材料，并大量采用压型件。韶山4改型机车车体借鉴了8K型电力机车的设计，采用了大顶盖和高台架结构。

### 转向架
机车行走部机构为四台两轴转向架。悬挂系统与韶山3型电力机车基本相同，一系悬挂为圆弹簧，二系悬挂为橡胶叠层簧。韶山4型机车采用平行牵引杆，粘着重量利用系数仅为0.9且不便于维修，韶山4改型机车采用推挽式中间单斜拉杆结构，以充分利用粘着重量，结构较简单，且粘着重量系数可达0.925。机车采用双侧刚性斜齿传动、电机抱轴式半悬挂。基础制动采用单元制动器、低倍率高磨合成闸瓦。韶山4型与韶山4改型的转向架因车体接口不同而不能通用。

### 机车主电路
韶山4型电力机车主电路采用大功率晶闸管多段桥相控整流方式，对机车进行无级平滑调速控制。其中韶山4型初期型采用经济四段半控桥式整流调压电路，使用恒压或恒流控制，电阻制动工况采用两级制动（恒励磁、准恒速控制）；后期改进型采用不等分三段半控桥式整流调压电路，牵引特性为恒流、准恒速特性控制；电阻制动为准恒速限流加馈电阻控制，具有与再生制动相当的优良低速制动，缺点是耗能较大。韶山4改型还采用了三次谐波滤波器以改善机车功率因数，缺点是增加了系统的复杂性。两种机车都具有轴重转移的电器补偿控制环节和防空转、滑行保护装置，以改善机车的粘着利用。

### 机车辅助电路
韶山4型电力机车辅助电路都采用传统劈相机及电容分相起动通风机后备的双馈单—三相变流系统。每节机车只设一台劈相机，当该机因故障切除后，可用电容对第一台牵引风机电动机直接分相起动，然后该电机兼作劈相机，在接触网电压达22kV以上时，可逐一起动其他辅助机组，避免机破事故。辅助电机的保护形式有两种，一部分韶山4型机车采用三相自动开关，具有过载、短路复合脱扣保护功能，并可直接切除故障电路；另一部分机车采用了电子保护，具有过载与短路保护功能，其缺点是不能直接切除故障电路而需借助于机车辅机接触器切除或主断路器保护性断电。

### 机车通风系统
机车通风系统采用传统的车体通风方式，进风口为车体侧墙大面积立式百叶窗。初期型的各通风支路均为并联方式，具有相对的独立性，但是通风机数量较多；改进型改为硅整流柜与牵引电机风路串联，从而减少了风机数量也提高了可靠性。

### 空气制动系统
机车空气制动系统采用DK-1型电空制动机，加设了必要的重联装置。韶山4改型机车还具有空电联合制动功能，适用于长大坡道的重载长编列车牵引。每节车设有每分钟排气量三立方米的空气压缩机一台，总风缸两个，全车总风缸容量为1800升，是普通六轴机车的1.5倍。每节车设有空气干燥器一台，改善了空气系统风源质量，特别是极寒地区的工作条件。

## 机车命名
| 机车编号 | 名称       | 备注                                                 |
| -------- | ---------- | ---------------------------------------------------- |
| SS4-0050 | 先锋号     | 郑州铁路局新乡机务段                                 |
| SS4-0204 | 先锋号     | 郑州铁路局新乡机务段                                 |
| SS4-0448 | 先锋号     | 沈阳铁路局苏家屯机务段                               |
| SS4-0574 | 先锋号     | 中铁三局集团                                         |
| SS4-0743 | 青年文明号 | 哈尔滨铁路局哈尔滨机务段                             |
| SS4-0911 | 青年文明号 | 中铁三局集团                                         |
| SS4-1886 | 朱德号     | 哈尔滨铁路局哈尔滨机务段，已摘牌（由HXD3D-1886取代） |

## 车辆保存

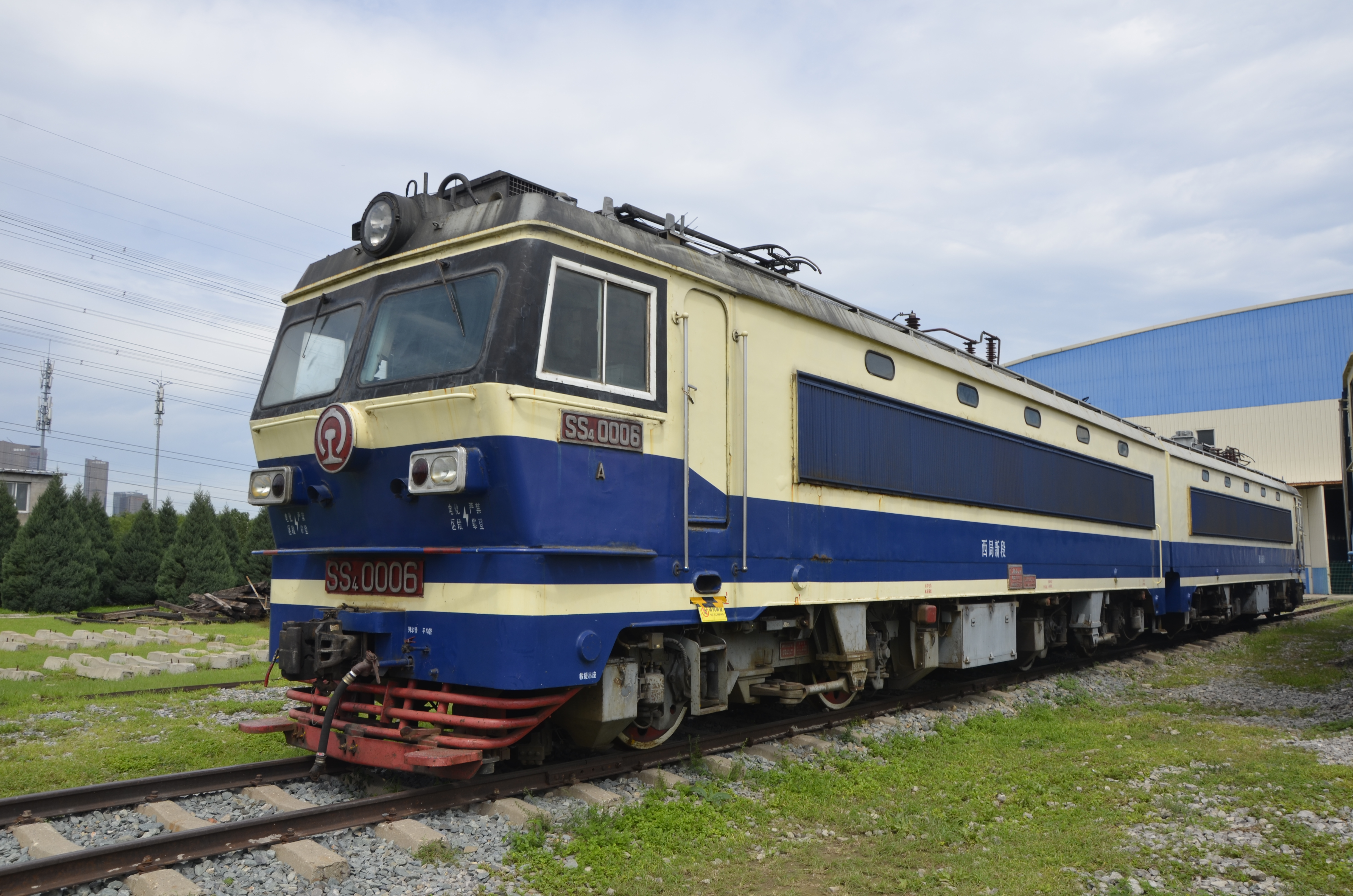
韶山4型0006号机车

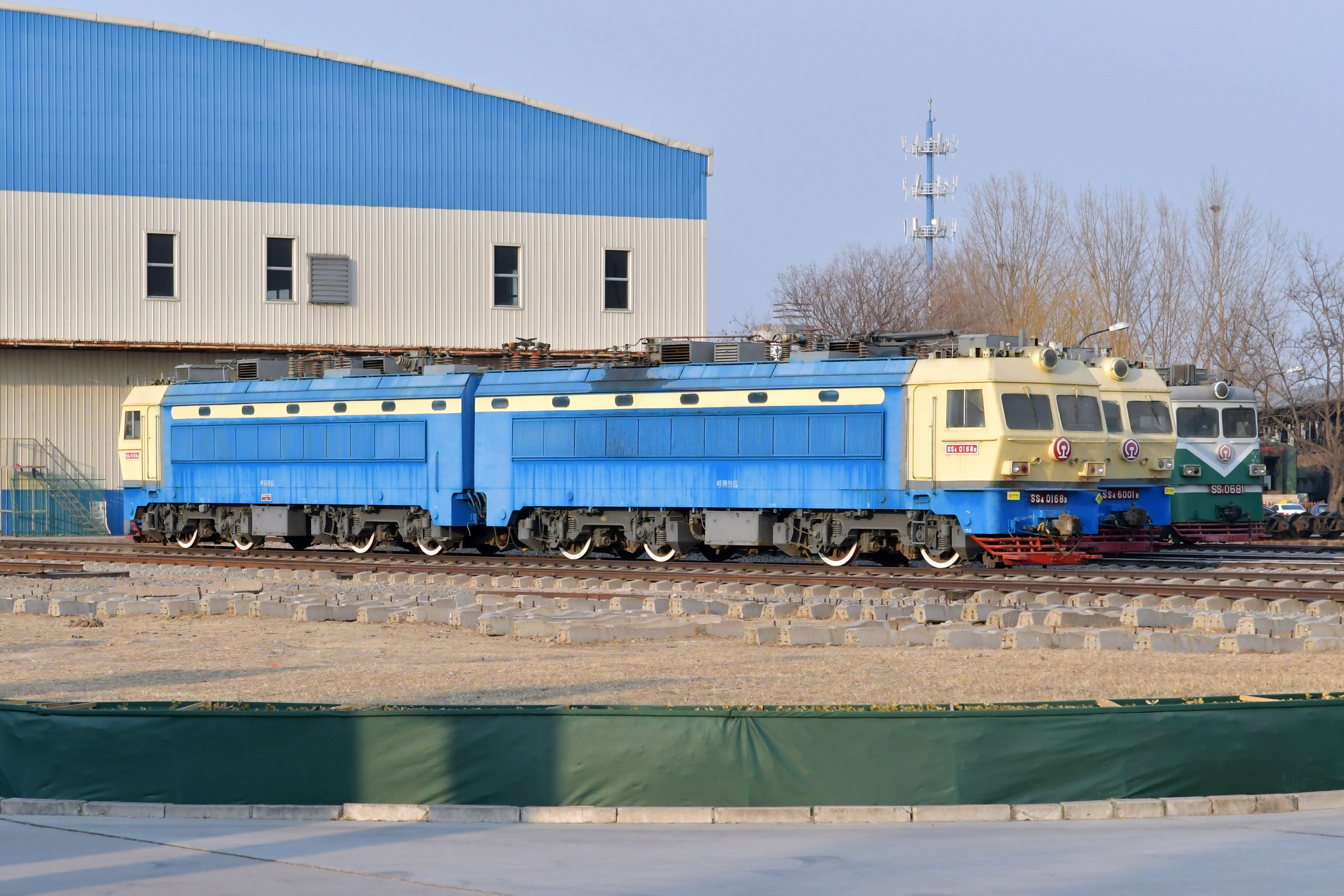
中国铁道博物馆征集收藏的韶山4 (改) 型电力机车

- 韶山4型0001号机车，曾配属郑州铁路局宝鸡电力机务段，Ⅱ车退役后存放于宝鸡电力机务段内作为展品，2006年连同6Y2、6G一并拆解；Ⅰ车交给宝鸡铁路司机学校，作为教学用车。
- 韶山4型0002号机车，退役后存放在西安铁路局新丰镇机务段，作为救援队演练用机车。
- 韶山4型0006号机车，原配属西安铁路局新丰镇机务段，现存放在中国铁道博物馆进行展示。
- 韶山4型0010号机车B车，配属成都铁路局西昌机务段，退役后存放于西昌机务段作为教学用车。
- 韶山4型0063号机车，现存放在太原铁路局太原机务段北场进行展示。
- 韶山4型2006号机车，现存放在吉林铁道职业技术学院，作为教学用车。
- 韶山4改进型0168号机车，原配属呼和浩特铁路局包头西机务段，现存放在中国铁道博物馆进行展示。
- 韶山4改进型0171号机车，配属哈尔滨铁路局牡丹江机务段，现存放在牡丹江机务段展示。
- 韶山4改进型0179号机车A车，现存放于太原铁路局（原屬北京鐵路局）湖东机务段内，作为事故警示车展示。
- 韶山4改进型0466号机车，原配属北京铁路局石家庄机务段，现存放在石家庄铁道大学龙山校区作为教学用车。
- 韶山4改进型6001号机车，原配属呼和浩特铁路局包头西机务段，现存放在中国铁道博物馆进行展示。

## 重大事故
- 1992年11月21日，郑州铁路局西安铁路分局宝鸡机务段的韶山4型0016号机车，牵引3146次货物列车运行至宝成铁路白水江站正常进站停车，准备在会让由韶山4型0045号机车牵引的3153次货物列车通过后进行调车作业。在3153次列车未到达情况下，车站值班员向调度请求出站调车，随后调度发出了调度命令，由值班员自拟命令内容，并将命令、通知书和作业计划交给外勤转交韶山4型0016号机车，又提醒“3153次过后干活”，但外勤之后盲目显示起动信号，机车起动后副司机提醒司机“（调车）信号红灯” ，惟司机认为凭通知书可以越过红灯并加速前进，当发现道岔位置错误时紧急停车，但停车不及与正在进站的3153次列车正面相撞，是为白水江站列车冲突重大事故。事故造成机车报废1台、小破1台、车辆报废4辆。由于韶山4型机车为双机重联机车，事故仅导致两台机车各一端严重损坏，而另一端的影响较小，事后两台机车未严重损坏的部分经修复后“二合为一”，保留韶山4型0045号的车号。
- 1996年9月2日，北京铁路局湖东机务段的韶山4型0166号机车牵引大同至湖东间2258次货物列车，列车运行至大秦铁路大同南站至湖东站间K8+668下坡道处时，司机操纵牵引手柄退级，列车惰性运行。由于机车乘务员超劳工作、三名司机打盹，列车失去控制在K15+408处千分之4的上坡道自然停车，2分钟后列车向后溜逸1665米，在大秦铁路御河大桥上与后续的新湖3856次货物列车相撞。新湖3856次的韶山4型0179号B节机车（操纵端）掉下大桥，前转向架被撞入下行线，导致两名司机死亡，造成韶山4型0179号机车报废，货车报废2辆、大破4辆、中破1辆、小破7辆，中断大秦铁路下行线24小时20分、上行线25小时13分，构成行车重大事故[8]，韶山4型0166号机车没有损坏。
- 2002年4月14日下午1时12分，哈尔滨铁路局哈尔滨南机务段的韶山4型0618号机车，牵引长春北站至哈尔滨南站的22927次货物列车，运行至京哈铁路新陈山站至陶赖昭站间K119+900处分相绝缘断电标时，由于司机没有断开主断路器，使机车在带电情况下闯入无电区，造成受电弓与接触网放电，将接触网线与承力索烧断，致使后续菏泽站到哈尔滨站的1417次旅客列车将接触网刮断180米，造成供电网停电，构成接触网刮上列车险性事故。[9]
- 2005年7月20日清晨6时26分，西安铁路局宝鸡机务段的韶山4型0036号机车，牵引由丰台开往成都西的X88次行包快运列车经由宝成铁路运行。列车运行至朝天至军师庙间，由于机车乘务员擅自解锁运行监控器、盲目行车，连续闯过两架显示红灯的通过信号机，至军师庙站外发现前方刚起动的1486次旅客列车后才施行紧急制动，但停车不及，于宝成线K308+953M处以34公里/小时的速度与前方以15公里/小时的速度进站的1486次列车追尾相撞，构成列车冲突险性事故，造成旅客轻伤23人[10]。
- 2005年8月20日晚上10时17分，郑州铁路局新乡机务段的韶山4型0974、0973号两台机车单机重联运行，车次51491次，运行至侯月铁路下行线盘古寺至磨滩间，因发现铁道上有人行走，故采用实施紧急制动停车。但由于机车在紧急制动中大量撒砂，导致轨道电路分路不良，防护该闭塞分区的通过信号机仍显示绿灯。后续由新乡机务段韶山4型0935号、0939号机车重联牵引的14605次货物列车，按机车信号和地面信号显示的绿灯运行，进入该闭塞分区，由于制动不及，列车于侯月线K198+975处以34公里/小时的速度与韶山4型0974、0973号两台机车追尾相撞。事故造成两台韶山4型机车小破，无人员伤亡[11] 。
- 2005年9月17日下午1时23分，由郑州铁路局新乡机务段韶山4型0055号、0701号机车重联牵引65001次货物列车，运行至太焦铁路西武匠站准备停车时，由于列车制动系统失效，列车被迫越过西武匠站，于下午1时31分进入东坡站安全线后脱轨颠覆，造成机车中破2台，货车报废38辆、大破1辆。两台机车修复后恢复运行[12]。
- 2006年7月2日上午11时51分，郑州铁路局新乡机务段的韶山4型7164号、7158号机车，牵引14522次货物列车经由侯月铁路运行，当列车运行至磨滩至盘谷寺间K197+141处鱼天隧道内，由于线路质量原因，机后9～30位车辆脱轨颠覆并侵入邻线。此时，郑州铁路局洛阳机务段的韶山4型0357号机车牵引的41045次货物列车由相反方向驶入，司机虽发现邻线列车脱轨但停车不及，导致本务机车侧面与脱轨车辆相刮，造成车辆报废17辆、大破3辆、中破5辆、小破2辆，中断侯月铁路上行线143小时、下行线143小时17分。
- 2008年5月12日下午2时28分，中国四川省发生汶川大地震。下午2时30分左右，由西安铁路局新丰镇机务段韶山4型0043号机车牵引经宝成铁路由宝鸡开往成都的21043次货运列车，运行至甘肃省徽县嘉陵镇境内的109隧道南口棚洞时（K150+835M），因地震导致109隧道进口附近隧道落石约4万立方米，出口上方山体坍塌2万多立方米，砸毁出口棚洞40米，巨石堵塞出口。21043次列车撞上隧道出口巨石，机车和部份车辆脱轨，而12節載有500噸航空燃油的罐車在隧道內脫軌時因巨大的衝擊力發生爆炸並起火燃燒，大火迅速吞噬脫軌機車；5月16日，被严重燒毀報廢的韶山4型0043号机车在当日上午被拉出隧道，并停放在附近的虞关站。机车残骸于2010年7月至10月间在北京的798艺术区尤伦斯当代艺术中心作为艺术品展出。
- 2008年7月2日下午2时27分，由4台韶山4型电力机车以“1+2+1”重载编组方式牵引的77101次两万吨组合列车，运行至大秦铁路后营至秦皇岛北间（K630+050处）时，因在此前K467+050处发生不同步的紧急制动，导致将列车中部二位机车的车钩摆角增大，产生较大横向力将钢轨挤翻，造成该列车中部从控二位机车及其后1～39位车辆脱轨，构成铁路交通较大事故。
- 2009年6月4日清晨，呼和浩特铁路局包头西机务段的韶山4型0193号机车，单机运行至京包铁路呼和浩特西站至台阁牧站区间（～K663）时，因与侵入限界的施工机具相撞，司机实施紧急制动停车。但由于机车在紧急制动中大量撒砂，导致轨道电路分路不良，防护该闭塞分区的通过信号机仍显示绿灯。后续由HXD1型0095号机车牵引的DG839次货物列车，按机车信号和地面信号显示的绿灯运行，进入该闭塞分区，由于制动不及，以41公里/小时的速度与韶山4型0193号单机追尾相撞[13]。这次事故的性质与2005年8月20日侯月铁路列车追尾事故相同，事故后韶山4型0193号机车报废。
- 2012年5月31日，配属沈阳铁路局苏家屯机务段韶山4型6054号机车，苏家屯机务段长春北运用车间司机，担当长春北至苏家屯间电11004次货物列车，运行至京哈线长春南站进IV道侧线停车过程中，因天气下雨，司机使用电阻制动调速时轮对产行滑行，造成监控数据滞后275m，司机只看监控而未看地面，没有确认出站信号机实际距离，盲目依据监控装置显示距出站信号机459m（实际距出站信号机153m）时减压100kpa调速。司机发现监控装置距离不准，使用紧急制动停车时，又误将自阀手柄置于重联位后未进行确认，延长列车制动距离，越过关闭的S4号出站信号机，冲出安全线土挡机车全轮及机次第一位车辆前转向架脱轨，同时将安全线前部34号接触网支柱撞断，导致上行线接触网停电，中断京哈线上行56分钟，构成铁路一般交通B类事故。
- 2013年11月12日凌晨，北京铁路局石家庄电力机务段的韶山4型0406号机车，加挂补机韶山4型0417号机车，牵引12255次货物列车经由石太铁路下行线运行。凌晨2时21分，当列车运行至测石至芹泉间测晓三号隧道内K132+613M处（近307国道寿阳段）时，韶山4型0406号机车发生两次主断路器跳闸，司机对非操纵节机车进行隔离处理，随后司机发现非操纵节机车有烟雾，因而于凌晨2时41分在该区间的一座隧道内停车并请求救援，停车后发现非操纵节机车起火，至清晨7时30分完成灭火，7时55分开通区间，构成铁路交通一般B类事故。事故原因是主变压器固定螺栓松脱，导致主变压器放电和漏油而引发火灾。
- 2024年7月17日凌晨1时许，宝成铁路凤州至七里坪间K92+800处的一座老桥遭洪水冲击受损，导致正在执行防汛巡查线路任务的韶山4型0855号机车（配属西安铁路局新丰镇机务段）单机运行至该桥时坠落至桥下，事故造成两名机车乘务员受伤，机车就地拆解报废。[14]

## 参看
- 8K型电力机车
- 8G型电力机车
- 韶山4B型电力机车
- 韶山4C型电力机车
- 大秦铁路